# Le Campeur
Le Campeur est un tableau du peintre français Fernand Léger réalisé en 1954. Cette huile sur toile de petit format est une idylle qui représente sous un ciel jaune cinq individus sur une rive, pendant leurs loisirs : alors que deux enfants sont dans l'eau pour une baignade, l'un d'entre eux jouant avec un ballon, un homme torse nu portant un bâton comme celui d'un baluchon regarde en direction de deux femmes, l'une assise et l'autre debout, cette dernière plantes en main après une cueillette. Depuis une donation de Nadia Léger et Georges Bauquier en 1969, l'œuvre est conservée au musée national Fernand-Léger, à Biot, dans les Alpes-Maritimes.